# Saselheider Graben
Der Saselheider Graben ist ein Graben in Hamburg-Volksdorf und an der Grenze zu Hamburg-Farmsen-Berne. Er ist ein Nebenfluss vom Diekkampgraben.
Er verläuft vom Berner Heerweg / Farmsener Landstraße in nordwestlicher Richtung, weiter am Andreasweg entlang. Er nimmt einen Nebenfluss, den Kampgraben auf, bevor er in den Diekkampgraben mündet.